# Psettodes belcheri
Psettodes belcheri är en fiskart som beskrevs av Bennett, 1831. Psettodes belcheri ingår i släktet Psettodes och familjen Psettodidae. Inga underarter finns listade i Catalogue of Life.